# Copa América (futsal)
A Copa América de Futsal Dél-Amerika 10 futsal-válogatottja számára kiírt versenysorozat, melyet a CONMEBOL szervez és 1964 óta rendezik meg. Egészen 2000-ig Dél-amerikai futsal-bajnokság (spanyolul: Campeonato Conmebol de Futsal) volt a neve. A 2003-as tornától kezdődően változtatták a nevét Copa Copa América de Futsal-ra.

## Eredmények

### Dél-amerikai futsal-bajnokság
| 1964 Részletek | Asunción Paraguay       | Paraguay |  | Brazília |           |  |           |
| 1969 Részletek | Asunción Paraguay       | Brazília |  | Paraguay | Argentína |  | Uruguay   |
| 1971 Részletek | São Paulo Brazília      | Brazília |  | Uruguay  | Paraguay  |  | Peru      |
| 1973 Részletek | Montevideo Uruguay      | Brazília |  | Uruguay  | Paraguay  |  | Argentína |
| 1975 Részletek | Corrientes Argentína    | Brazília |  | Uruguay  | Paraguay  |  | Argentína |
| 1976 Részletek | Montevideo Uruguay      | Brazília |  | Paraguay | Uruguay   |  | Argentína |
| 1977 Részletek | Porto Alegre Brazília   | Brazília |  | Paraguay | Kolumbia  |  | Uruguay   |
| 1979 Részletek | Bogotá Kolumbia         | Brazília |  | Uruguay  |           |  |           |
| 1983 Részletek | Montevideo Uruguay      | Brazília |  | Paraguay | Uruguay   |  | Argentína |
| 1986 Részletek | Puerto Iguazú Argentína | Brazília |  | Paraguay | Argentína |  | Uruguay   |
| 1989 Részletek | Aracaju Brazília        | Brazília |  | Paraguay | Uruguay   |  | Bolívia   |

### Copa América de Futsal
| 1992 Részletek | Aracaju Brazília        | Brazília  |     | Argentína | Paraguay  |     | Ecuador   |
| 1995 Részletek | São Paulo Brazília      | Brazília  |     | Argentína | Uruguay   |     | Paraguay  |
| 1996 Részletek | Rio de Janeiro Brazília | Brazília  | 8–1 | Uruguay   | Argentína | 2–1 | Paraguay  |
| 1997 Részletek | São Leopoldo Brazília   | Brazília  | 6–0 | Argentína | Paraguay  |     | Uruguay   |
| 1998 Részletek | Joinville Brazília      | Brazília  | 9–1 | Paraguay  | Uruguay   |     | Argentína |
| 1999 Részletek | Joinville Brazília      | Brazília  | 9–4 | Paraguay  | Argentína |     | Uruguay   |
| 2000 Részletek | Foz do Iguaçu Brazília  | Brazília  | 6–0 | Argentína | Uruguay   | 4–2 | Bolívia   |
| 2003 Részletek | Asunción Paraguay       | Argentína | 1–0 | Brazília  | Paraguay  | 9–4 | Peru      |
| 2008 Részletek | Montevideo Uruguay      | Brazília  | 6–2 | Uruguay   | Argentína | 3–2 | Paraguay  |
| 2011 Részletek | Buenos Aires Argentína  | Brazília  | 5–1 | Argentína | Paraguay  | 3–1 | Kolumbia  |

## Eddigi helyezések nemzetenként
| Válogatott | Aranyérem | Ezüstérem | Bronzérem | 4. helyezés |
| ---------- | --------- | --------- | --------- | ----------- |
| Brazília   | 19        | 2         |           |             |
| Paraguay   | 1         | 8         | 7         | 3           |
| Argentína  | 1         | 5         | 5         | 6           |
| Uruguay    |           | 6         | 6         | 5           |
| Kolumbia   |           |           | 1         | 1           |
| Peru       |           |           |           | 2           |
| Bolívia    |           |           |           | 2           |
| Ecuador    |           |           |           | 1           |

## Lásd még
- Futsal-világbajnokság

## Külső hivatkozások
- A Copa América de Futsal hivatalos honlapja